# Királyok völgye 60

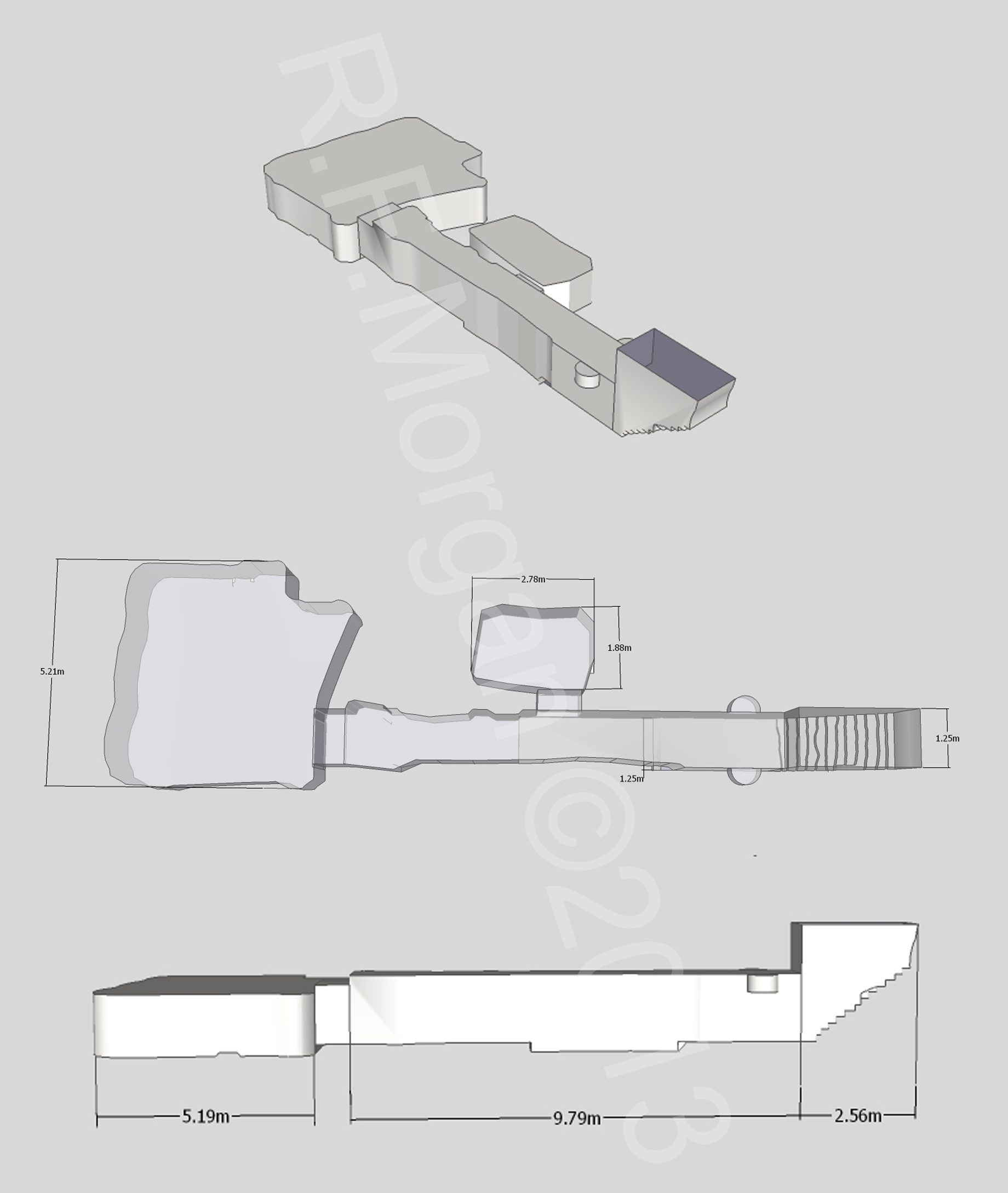
A sír izometrikus képe, alaprajza és oldalnézeti metszete egy 3D-modell alapján

A Királyok völgye 60 (KV60) egy egyiptomi sír a Királyok völgye keleti völgyében, a délkeleti vádi délkeleti ágában. 1903-ban fedezték fel; a benne talált egyik múmiáról 2007-ben derült ki, hogy Hatsepszut fáraónőé.
A sír egyenes tengelyű; egy bejárati lépcsőből, egy falfülkékkel folyosóból, egy durva kialakítású sírkamrából, valamint egy, a folyosóból nyíló mellékkamrából áll. Hossza 20,98 m, területe 55,66 m². A falfülkék fölötti, durva kialakítású udzsat-szemeket leszámítva díszítetlen.

## Felfedezése és feltárása
A sírt Howard Carter fedezte fel 1903 tavaszán. Már az ókorban kifosztották, de a két múmiát (ideiglenes nevükön KV60A és KV60B) és némi megrongálódott temetkezési kelléket még találtak itt a régészek. Carter nem sok munkát végzett a síron, egy rövid vizsgálat után visszazárta. 1906-ban Edward R. Ayrton, aki a szomszédos KV19 sírt kutatta, folytatta Carter munkáját. Ayrton a KV60B múmiát kairói Egyiptomi Múzeumba vitte, koporsójával együtt. Az elhunytat a koporsó feliratai alapján azonosították Szitrével (becenevén: In vagy Inet), a XVIII. dinasztia idején élt Hatsepszut fáraónő dajkájával. A KV60A múmiáról többen, köztük Elizabeth Thomas is, feltételezték, hogy magának Hatsepszutnak a teste, és hogy a trónon őt követő mostohafia, III. Thotmesz temettette itt újra, eltávolítva eredeti sírjából. (Az akkoriban elterjedt, ma már meghaladott elmélet szerint ez része volt Thotmesz bosszújának trónbitorlónak tartott mostohaanyja ellen.)
A sírról sem Carter, sem Ayrton nem készített rajzokat vagy térképeket, és holléte feledésbe merült. 1990-ben egy Donald P. Ryan és Mark Papworth vezetése alatt dolgozó csapat újra felfedezte és feltárta a sírt. A még mindig itt található KV60A múmiát megvizsgálták, és úgy találták, van bizonyíték, ami alátámaszthatja Thomas elméletét. A múmia egy idősebb hölgyé volt, bal karját a királyi múmiákhoz hasonló pózban tartotta, ezenkívül megtalálták egy valószínűleg férfi számára készült koporsó darabjait, rajta az álszakáll rögzítésére szolgáló hellyel, annak ellenére, hogy a sírban csak női múmiákat találtak – Hatsepszut a fáraók összes hatalmi jelvényét viselte, az álszakállt is beleértve. Másfelől viszont az ásatás során előkerült cserépdarabok mindegyike jóval későbbi, XX. dinasztia korabeli (valószínű, hogy a KV19 munkálatai közben rátaláltak a sírra és raktárnak használták). A múmiát új fakoporsóba helyezték és az újra lezárt sírban hagyták.
2007 elején a sírt újra felnyitották, és a KV60A múmiát elszállították, hogy vizsgálatokat hajtsanak végre rajta. 2007. június 27-én Zahi Hawass bejelentette, hogy biztos abban, hogy a múmia valóban Hatsepszut.

## Fordítás
- Ez a szócikk részben vagy egészben  a   KV60 című angol Wikipédia-szócikk ezen változatának fordításán alapul.  Az eredeti cikk szerkesztőit annak laptörténete sorolja fel. Ez a jelzés csupán a megfogalmazás eredetét és a szerzői jogokat jelzi, nem szolgál a cikkben szereplő információk forrásmegjelöléseként.

## Külső hivatkozások
- Theban Mapping Project: KV60
- Donald Ryan weboldala
- Azonosítatlan múmiák